# Süper Lig (2020/2021)
Süper Lig 2020/2021 (oficjalnie znana jako Spor Toto Süper Lig ze względów sponsorskich) była 63. edycją najwyższej klasy rozgrywkowej piłki nożnej w Turcji. 
Brało w niej udział 21 drużyn, które w okresie od 11 września 2020 do 15 maja 2021 rozegrały 42 kolejki meczów. 
Obrońcą tytułu był Başakşehir. 
Mistrzostwo po raz dwudziesty pierwszy w historii zdobyła drużyna Beşiktaşu.

## Drużyny
| Uczestnicy poprzedniej edycji                                                                                 | Uczestnicy poprzedniej edycji | Uczestnicy poprzedniej edycji | Uczestnicy poprzedniej edycji |
| --- | ----------------------------- | ----------------------------- | ----------------------------- |
| BAŞ | İstanbul Başakşehir           | 1                             |                               |
| TRA | Trabzonspor                   | 2                             |                               |
| BES | Beşiktaş JK                   | 3                             |                               |
| SIV | Sivasspor                     | 4                             |                               |
| ALA | Alanyaspor                    | 5                             |                               |
| GAL | Galatasaray SK                | 6                             |                               |
| FEN | Fenerbahçe SK                 | 7                             |                               |
| GAZ | Gaziantep FK                  | 8                             |                               |
| ANT | Antalyaspor                   | 9                             |                               |
| KAS | Kasımpaşa SK                  | 10                            |                               |
| GÖZ | Göztepe                       | 11                            |                               |
| GEN | Gençlerbirliği SK             | 12                            |                               |
| KON | Konyaspor                     | 13                            |                               |
| DEN | Denizlispor                   | 14                            |                               |
| ÇAY | Çaykur Rizespor               | 15                            |                               |
| YMS | Yeni Malatyaspor              | 16                            |                               |
| KAY | Kayserispor                   | 17                            |                               |
| MKE | MKE Ankaragücü                | 18                            |                               |
| Awans z 1. Lig                                                                                                |                               |                               |                               |
| HAT | Hatayspor                     | 1                             |                               |
| EBB | BB Erzurumspor                | 2                             |                               |
| po barażach                                                                                                   |                               |                               |                               |
| FKA | Fatih Karagümrük              | 3                             |                               |
| Oznaczenia: - kolumna pierwsza – skróty nazw drużyn, - kolumna trzecia – miejsce zajęte w poprzednim sezonie. |                               |                               |                               |

## Tabela
| Lp. | Drużyna            | M  | Z  | R  | P  | B+ | B- | +/– | Pkt | Kwalifikacja lub spadek                                 |
| --- | ------------------ | -- | -- | -- | -- | -- | -- | --- | --- | ------------------------------------------------------- |
| 1   | Beşiktaş (M, P)    | 40 | 26 | 6  | 8  | 89 | 44 | +45 | 84  | Liga Mistrzów UEFA • Faza grupowa                       |
| 2   | Galatasaray        | 40 | 26 | 6  | 8  | 80 | 36 | +44 | 84  | Liga Mistrzów UEFA • II runda kwalifikacyjna            |
| 3   | Fenerbahçe         | 40 | 25 | 7  | 8  | 72 | 41 | +31 | 82  | Liga Europy UEFA • Runda play-off                       |
| 4   | Trabzonspor        | 40 | 19 | 14 | 7  | 50 | 37 | +13 | 71  | Liga Konferencji Europy UEFA • III runda kwalifikacyjna |
| 5   | Sivasspor          | 40 | 16 | 17 | 7  | 54 | 43 | +11 | 65  | Liga Konferencji Europy UEFA • II runda kwalifikacyjna  |
| 6   | Hatayspor          | 40 | 17 | 10 | 13 | 62 | 53 | +9  | 61  |                                                         |
| 7   | Alanyaspor         | 40 | 17 | 9  | 14 | 58 | 45 | +13 | 60  |                                                         |
| 8   | Fatih Karagümrük   | 40 | 16 | 12 | 12 | 64 | 52 | +12 | 60  |                                                         |
| 9   | Gaziantep          | 40 | 15 | 13 | 12 | 59 | 51 | +8  | 58  |                                                         |
| 10  | Göztepe            | 40 | 13 | 12 | 15 | 59 | 59 | 0   | 51  |                                                         |
| 11  | Konyaspor          | 40 | 12 | 14 | 14 | 49 | 48 | +1  | 50  |                                                         |
| 12  | Başakşehir         | 40 | 12 | 12 | 16 | 43 | 55 | −12 | 48  |                                                         |
| 13  | Çaykur Rizespor    | 40 | 12 | 12 | 16 | 53 | 69 | −16 | 48  |                                                         |
| 14  | Kasımpaşa          | 40 | 12 | 10 | 18 | 47 | 57 | −10 | 46  |                                                         |
| 15  | Yeni Malatyaspor   | 40 | 10 | 15 | 15 | 49 | 53 | −4  | 45  |                                                         |
| 16  | Antalyaspor        | 40 | 9  | 17 | 14 | 41 | 55 | −14 | 44  |                                                         |
| 17  | Kayserispor        | 40 | 9  | 14 | 17 | 35 | 52 | −17 | 41  |                                                         |
| 18  | Erzurumspor (S)    | 40 | 10 | 10 | 20 | 44 | 68 | −24 | 40  | Spadek do TFF 1. Lig                                    |
| 19  | Ankaragücü (S)     | 40 | 10 | 8  | 22 | 46 | 65 | −19 | 38  | Spadek do TFF 1. Lig                                    |
| 20  | Gençlerbirliği (S) | 40 | 10 | 8  | 22 | 44 | 76 | −32 | 38  | Spadek do TFF 1. Lig                                    |
| 21  | Denizlispor (S)    | 40 | 6  | 10 | 24 | 38 | 77 | −39 | 28  | Spadek do TFF 1. Lig                                    |

## Wyniki
| Gospodarz \ Gość | ALA | AGÜ | ANT | BJK | ÇYR | DEN | ERZ | FKA | FNB | GAL | GFK | GEN | GÖZ | HAT | İBF | KAS | KAY | KON | SİV | TRA | YMS |
| ---------------- | --- | --- | --- | --- | --- | --- | --- | --- | --- | --- | --- | --- | --- | --- | --- | --- | --- | --- | --- | --- | --- |
| Alanyaspor       |     | 4–3 | 4–0 | 2–1 | 2–1 | 3–2 | 2–3 | 2–0 | 0–0 | 0–1 | 3–2 | 1–2 | 1–1 | 6–0 | 3–0 | 1–2 | 2–0 | 1–0 | 3–1 | 1–1 | 1–1 |
| Ankaragücü       | 0–1 |     | 1–0 | 0–1 | 1–1 | 1–1 | 1–2 | 2–2 | 1–2 | 2–1 | 0–1 | 2–1 | 3–0 | 2–0 | 1–2 | 1–0 | 0–1 | 4–3 | 1–4 | 0–1 | 3–1 |
| Antalyaspor      | 0–2 | 1–0 |     | 1–1 | 2–3 | 1–0 | 3–1 | 3–1 | 1–2 | 0–1 | 1–1 | 2–0 | 2–3 | 0–6 | 0–0 | 1–1 | 2–0 | 0–0 | 2–4 | 1–1 | 1–1 |
| Beşiktaş         | 3–0 | 2–2 | 1–1 |     | 6–0 | 3–0 | 4–0 | 1–2 | 1–1 | 2–0 | 2–1 | 0–1 | 2–1 | 7–0 | 3–2 | 3–0 | 3–1 | 1–0 | 3–0 | 1–2 | 1–0 |
| Çaykur Rizespor  | 1–1 | 5–3 | 2–1 | 2–3 |     | 1–1 | 0–2 | 0–0 | 1–2 | 0–4 | 3–0 | 1–1 | 3–2 | 1–0 | 0–2 | 1–1 | 1–0 | 5–3 | 0–0 | 0–0 | 0–4 |
| Denizlispor      | 1–0 | 1–2 | 1–1 | 2–3 | 0–1 |     | 2–3 | 1–2 | 0–2 | 1–4 | 0–1 | 1–0 | 2–1 | 0–2 | 0–0 | 1–1 | 0–1 | 0–0 | 1–1 | 0–0 | 3–2 |
| Erzurumspor      | 1–1 | 1–0 | 2–2 | 2–4 | 0–0 | 1–2 |     | 2–2 | 0–3 | 1–2 | 1–1 | 0–1 | 1–1 | 1–3 | 1–2 | 0–1 | 1–1 | 1–2 | 1–2 | 0–0 | 1–0 |
| Fatih Karagümrük | 2–0 | 0–1 | 2–2 | 1–4 | 2–1 | 5–1 | 5–1 |     | 1–2 | 2–1 | 2–0 | 5–1 | 1–1 | 1–0 | 2–0 | 1–1 | 3–0 | 2–1 | 1–1 | 1–2 | 3–0 |
| Fenerbahçe       | 2–1 | 3–1 | 1–1 | 3–4 | 1–0 | 1–0 | 3–1 | 2–1 |     | 0–1 | 3–1 | 1–2 | 0–1 | 0–0 | 4–1 | 3–2 | 3–0 | 0–2 | 1–2 | 3–1 | 0–3 |
| Galatasaray      | 1–2 | 1–0 | 0–0 | 3–1 | 3–4 | 6–1 | 2–0 | 1–1 | 0–0 |     | 3–1 | 6–0 | 3–1 | 3–0 | 3–0 | 2–1 | 1–1 | 1–0 | 2–2 | 1–1 | 3–1 |
| Gaziantep        | 3–1 | 2–0 | 0–0 | 3–1 | 4–5 | 2–0 | 2–3 | 2–2 | 3–1 | 1–2 |     | 2–1 | 2–0 | 1–1 | 2–0 | 2–2 | 2–1 | 1–0 | 0–1 | 1–1 | 2–2 |
| Gençlerbirliği   | 2–1 | 1–1 | 0–1 | 0–3 | 2–1 | 1–2 | 1–1 | 1–3 | 1–5 | 0–2 | 1–1 |     | 5–3 | 3–1 | 0–1 | 2–1 | 3–2 | 0–0 | 2–3 | 1–2 | 1–1 |
| Göztepe          | 1–0 | 3–1 | 0–1 | 1–2 | 2–0 | 5–1 | 3–1 | 1–1 | 2–3 | 1–3 | 2–2 | 4–0 |     | 0–1 | 2–1 | 1–0 | 1–1 | 0–1 | 3–5 | 1–1 | 2–2 |
| Hatayspor        | 0–0 | 4–1 | 3–2 | 2–2 | 2–2 | 1–0 | 3–0 | 3–1 | 1–2 | 3–0 | 0–1 | 3–1 | 2–3 |     | 2–0 | 1–0 | 1–3 | 2–1 | 1–1 | 0–1 | 1–2 |
| Başakşehir       | 0–0 | 2–1 | 5–1 | 2–3 | 1–1 | 3–3 | 1–0 | 0–1 | 1–2 | 0–2 | 1–2 | 2–1 | 0–0 | 1–5 |     | 2–2 | 0–0 | 1–1 | 1–1 | 0–1 | 3–1 |
| Kasımpaşa        | 3–0 | 3–1 | 2–2 | 1–0 | 2–0 | 3–2 | 1–2 | 3–2 | 0–3 | 1–0 | 0–4 | 2–0 | 0–0 | 1–4 | 0–1 |     | 0–1 | 1–1 | 2–0 | 1–2 | 0–0 |
| Kayserispor      | 1–1 | 0–0 | 0–1 | 0–2 | 2–1 | 6–3 | 1–3 | 0–0 | 1–2 | 0–3 | 0–0 | 2–2 | 1–1 | 0–1 | 2–0 | 1–0 |     | 1–2 | 1–3 | 0–0 | 1–0 |
| Konyaspor        | 1–0 | 1–1 | 0–0 | 4–1 | 1–1 | 2–0 | 2–0 | 5–1 | 0–3 | 4–3 | 0–0 | 0–0 | 2–3 | 0–0 | 1–2 | 2–1 | 0–0 |     | 0–1 | 1–1 | 1–1 |
| Sivasspor        | 0–2 | 0–0 | 0–0 | 0–0 | 0–2 | 2–2 | 0–0 | 1–0 | 1–1 | 1–2 | 2–1 | 3–1 | 0–1 | 1–1 | 0–0 | 2–1 | 2–0 | 3–1 |     | 0–0 | 1–0 |
| Trabzonspor      | 1–3 | 4–1 | 2–1 | 1–3 | 2–1 | 1–0 | 1–0 | 2–0 | 0–1 | 0–2 | 1–0 | 2–1 | 1–0 | 1–1 | 0–2 | 3–4 | 1–1 | 3–1 | 1–1 |     | 3–1 |
| Yeni Malatyaspor | 1–0 | 2–1 | 1–0 | 0–1 | 4–1 | 2–0 | 1–3 | 0–0 | 1–1 | 0–1 | 2–2 | 2–1 | 1–1 | 1–1 | 1–1 | 2–0 | 1–1 | 2–3 | 2–2 | 0–2 |     |

## Najlepsi strzelcy
| Bramki | Strzelcy             | Drużyna                  |
| ------ | -------------------- | ------------------------ |
| 22     | Aaron Boupendza      | Hatayspor                |
| 19     | Mame Diouf           | Hatayspor                |
| 19     | Cyle Larin           | Beşiktaş                 |
| 17     | Adem Büyük           | Yeni Malatyaspor         |
| 15     | Vincent Aboubakar    | Beşiktaş                 |
| 15     | Muhammet Demir       | Gaziantep                |
| 15     | Alexandru Maxim      | Gaziantep                |
| 14     | Hugo Rodallega       | Denizlispor              |
| 13     | Anastasios Bakasetas | Alanyaspor / Trabzonspor |
| 12     | Enner Valencia       | Fenerbahçe               |

Źródło: 

## Stadiony
| Alanyaspor                   |
| ---------------------------- |
| Bahçeşehir Okulları Stadyumu |
| 10 128                       |
|                              |

| Antalyaspor      |
| ---------------- |
| Antalya Stadyumu |
| 32 539           |
|                  |

| Ankaragücü       |
| ---------------- |
| Eryaman Stadyumu |
| 19 209           |
|                  |

| Beşiktaş      |
| ------------- |
| Vodafone Park |
| 41 903        |
|               |

| Çaykur Rizespor     |
| ------------------- |
| Stadion Çaykur Didi |
| 15 332              |
|                     |

| Denizlispor              |
| ------------------------ |
| Denizli Atatürk Stadyumu |
| 18 745                   |
|                          |

| Erzurumspor             |
| ----------------------- |
| Kazım Karabekir Stadium |
| 23 700                  |
|                         |

| Fatih Karagümrük        |
| ----------------------- |
| Atatürk Olympic Stadium |
| 76 761                  |
|                         |

| Fenerbahçe                 |
| -------------------------- |
| Fenerbahçe Şükrü Saracoğlu |
| 47 834                     |
|                            |

| Galatasaray        |
| ------------------ |
| Türk Telekom Arena |
| 52 223             |
|                    |

| Gaziantep          |
| ------------------ |
| Gaziantep Stadyumu |
| 33 502             |
|                    |

| Gençlerbirliği SK |
| ----------------- |
| Eryaman Stadyumu  |
| 19 209            |
|                   |

| Göztepe               |
| --------------------- |
| Gürsel Aksel Stadyumu |
| 25 035                |
|                       |

| Hatayspor                |
| ------------------------ |
| Antakya Atatürk Stadyumu |
| 6 015                    |
|                          |

| Başakşehir                      |
| ------------------------------- |
| Başakşehir Fatih Terim Stadyumu |
| 17 319                          |
|                                 |

| Kasımpaşa                     |
| ----------------------------- |
| Recep Tayyip Erdoğan Stadyumu |
| 14 234                        |
|                               |

| Kayserispor       |
| ----------------- |
| Kadir Has Stadium |
| 32 864            |
|                   |

| Konyaspor                 |
| ------------------------- |
| Konya Büyükşehir Stadyumu |
| 42 000                    |
|                           |

| Sivasspor   |
| ----------- |
| Sivas Arena |
| 27 532      |
|             |

| Trabzonspor           |
| --------------------- |
| Medical Park Stadyumu |
| 41 461                |
|                       |

| Yeni Malatyaspor      |
| --------------------- |
| Yeni Malatya Stadyumu |
| 27 044                |
|                       |